# Egloffsteinerhüll
Egloffsteinerhüll ist ein Gemeindeteil des Marktes Egloffstein im Landkreis Forchheim (Oberfranken, Bayern).

## Geografie

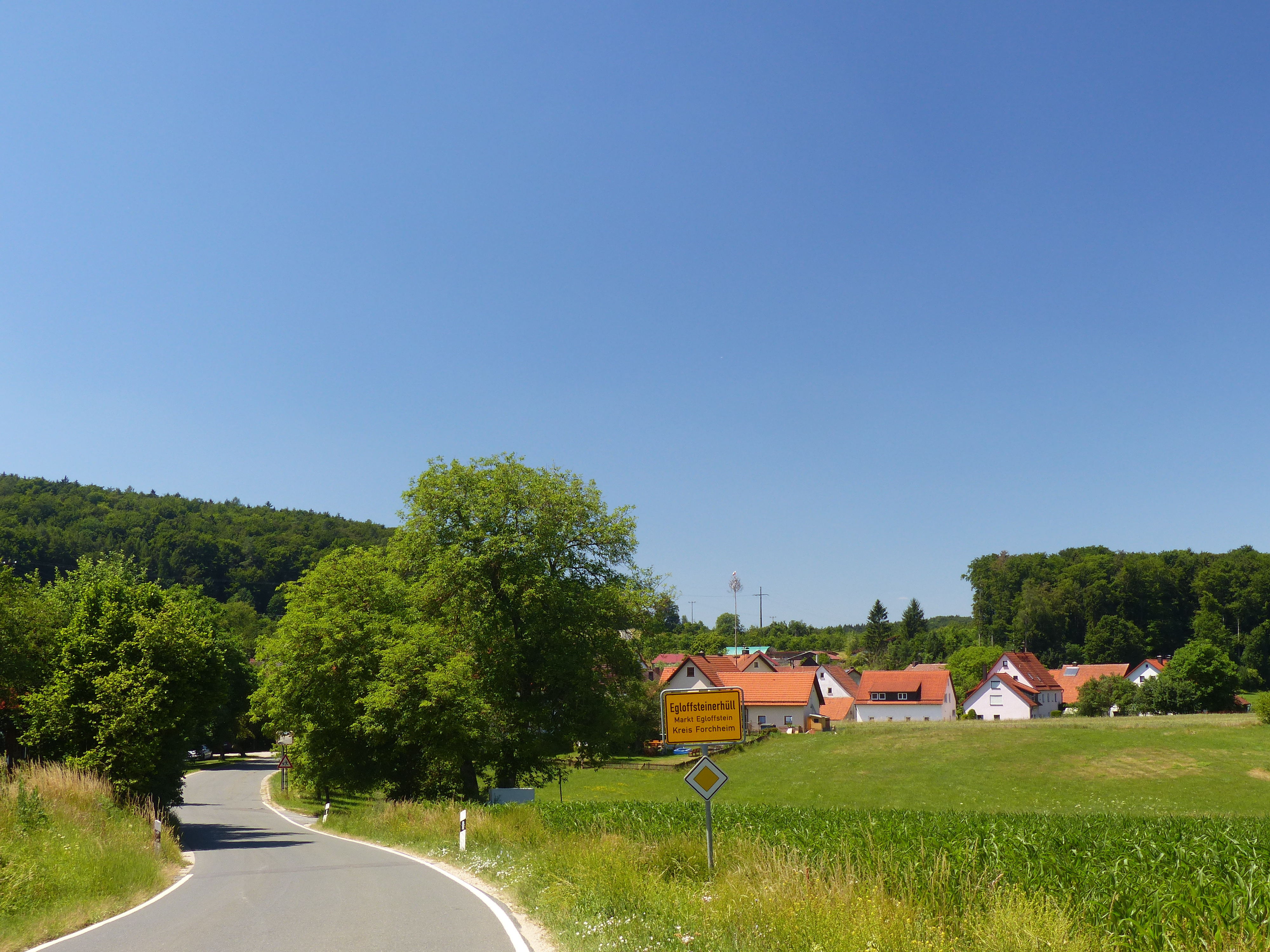
Der östliche Ortseingang

Das Dorf liegt im Südwesten der Wiesentalb, etwa zweieinhalb Kilometer nordwestlich von Egloffstein. Egloffsteinerhüll liegt auf einem zur Nördlichen Frankenalb gehörenden Hochplateau, das im Nordosten von der Trubach und im Südwesten vom Oberlauf der Schwabach begrenzt wird. Die Staatsstraße 2242 durchquert den Ort und führt weiter nach Egloffstein, wo sie in die St 2260 einmündet.

## Geschichte
Bis zum Beginn des 19. Jahrhunderts hatte Egloffsteinerhüll der Herrschaft reichsunmittelbarer Adeliger unterstanden, die sich in dem zum Fränkischen Ritterkreis gehörenden Ritterkanton Gebürg organisiert hatten. Der Ort bildete dabei einen Teil des Rittergutes Egloffstein und befand sich somit im Besitz der Freiherrn von Egloffstein. Als die reichsritterschaftlichen Territorien im Bereich der Fränkischen Schweiz 1805 mediatisiert wurden, wurde das Dorf unter Bruch der Reichsverfassung vom Kurfürstentum Pfalz-Baiern annektiert. Mit dieser gewaltsamen Inbesitznahme wurde schließlich auch Egloffsteinerhüll zum Bestandteil der während der Napoleonischen Flurbereinigung in Besitz genommenen neubayerischen Gebiete, was erst im Juli 1806 mit der Rheinischen Bundesakte nachträglich legalisiert wurde.
Durch die zu Beginn des 19. Jahrhunderts im Königreich Bayern durchgeführten Verwaltungsreformen wurde Egloffsteinerhüll mit dem zweiten Gemeindeedikt im Jahr 1818 zum Bestandteil der Ruralgemeinde Egloffstein.

## Baudenkmäler

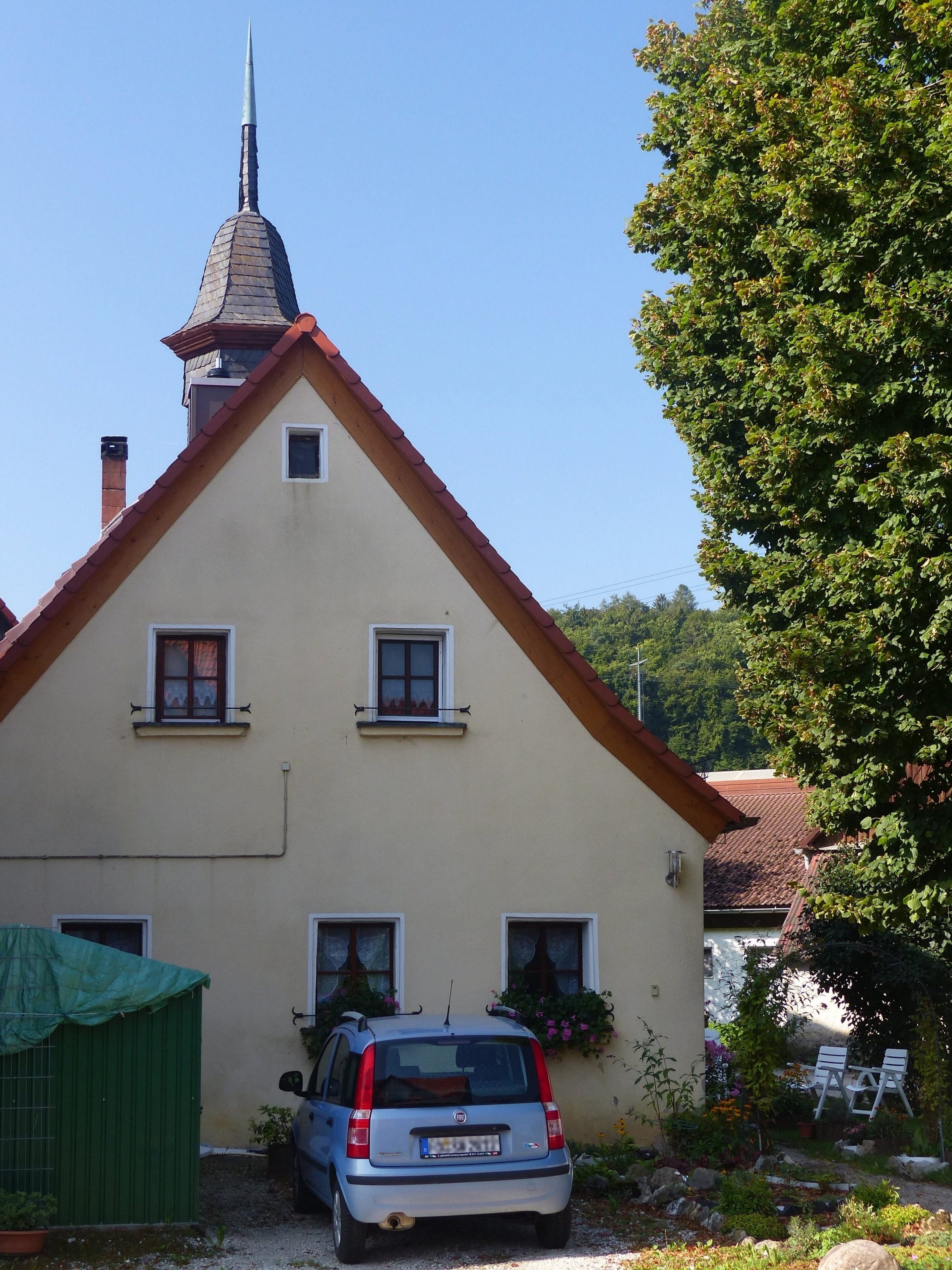
Das ehemalige Gemeindehaus

Im östlichen Ortsbereich von Egloffsteinerhüll steht das aus dem 18. Jahrhundert stammende Gemeindehaus, das heute als privates Wohnhaus genutzt wird.